# Eremurus
Genre
Classification phylogénétique
Eremurus, les Érémurus ou lis des steppes, est un genre de plante vivace à racine charnue de la famille des liliacées. Les espèces sont originaires de l'Asie centrale et fleurissent en mai et juin, toutefois l'espèce Eremurus thiodanthus est endémique de Crimée, en Europe orientale, et d'autres espèces sont originaires d'Asie mineure. Pour avoir une belle floraison, il faut éviter de déterrer les racines. Les tiges florales peuvent atteindre jusqu'à 3 mètres de haut. Les feuilles sont caduques et commencent à se dessécher au début de la floraison.

## Liste d'espèces
Selon World Checklist of Selected Plant Families (WCSP) (10 juil. 2010) :
- Eremurus afghanicus Gilli (1954)
- Eremurus aitchisonii Baker, J. (1880)[3]
- Eremurus alaicus Khalk. (1985)
- Eremurus albertii Regel (1884)
- Eremurus × albocitrinus Baker (1879)
- Eremurus altaicus (Pall.) Steven (1832)
- Eremurus ammophilus Vved. (1971)
- Eremurus anisopterus (Kar. & Kir.) Regel (1873)
- Eremurus azerbajdzhanicus Kharkev. (1966)
- Eremurus bactrianus Wendelbo (1972)
- Eremurus brachystemon Vved. (1946)
- Eremurus bucharicus Regel (1884)
- Eremurus candidus Vved. (1946)
- Eremurus cappadocicus J.Gay ex Baker, J. (1876)[3]
- Eremurus chinensis O.Fedtsch. (1907)
- Eremurus chloranthus Popov (1937)
- Eremurus comosus O.Fedtsch. (1904)
- Eremurus cristatus Vved. (1952)
- Eremurus dolichomischus Vved. & Wendelbo (1966)
- Eremurus furseorum Wendelbo (1966)
- Eremurus fuscus (O.Fedtsch.) Vved. (1952)
- Eremurus hilariae Popov & Vved. (1924)
- Eremurus himalaicus Baker, J. (1876)[3]
- Eremurus hissaricus Vved. (1946)
- Eremurus iae Vved. (1941)
- Eremurus inderiensis (M.Bieb.) Regel (1873)
- Eremurus jungei Juz. (1951)
- Eremurus kaufmannii Regel (1873)
- Eremurus kopet-daghensis Karrer (1931)
- Eremurus korovinii B.Fedtsch. (1935)
- Eremurus korshinskyi O.Fedtsch. (1904)
- Eremurus lachnostegius Vved. (1954)
- Eremurus lactiflorus O.Fedtsch. (1904)
- Eremurus × ludmillae Levichev & Priszter (1976 publ. 1977)
- Eremurus luteus Baker (1879)
- Eremurus micranthus Vved. (1946)
- Eremurus nuratavicus Khokhr. (1965)
- Eremurus olgae Regel (1873)
- Eremurus parviflorus Regel (1886)
- Eremurus persicus (Jaub. & Spach) Boiss. (1846)
- Eremurus pubescens Vved. (1946)
- Eremurus rechingeri Wendelbo (1962)
- Eremurus regelii Vved.[4] (1928)
- Eremurus robustus (Regel) Regel (1873)
- Eremurus roseolus Vved. (1946)
- Eremurus saprjagajevii B.Fedtsch. (1935)
- Eremurus sogdianus (Regel) Benth. & Hook.f. (1883)
- Eremurus spectabilis M.Bieb. (1810)
- Eremurus stenophyllus (Boiss. & Buhse) Baker, J. Linn. Soc. (1876)
- Eremurus subalbiflorus Vved. (1971)
- Eremurus suworowii Regel (1884)
- Eremurus tadshikorum Vved. (1946)
- Eremurus tauricus Steven (1832)
- Eremurus thiodanthus Juz. (1951)
- Eremurus tianschanicus Pazij & Vved. ex Pavlov (1958)
- Eremurus turkestanicus Regel (1873)
- Eremurus wallii Rech.f.[5] (1950)
- Eremurus zangezuricus Mikheev (1996)
- Eremurus zenaidae Vved. (1952)
- Eremurus zoae Vved. (1971)